# عمارت قدیمی بابا احمد
عمارت قدیمی بابا احمد مربوط به دوره صفوی است و در شهرستان بهمئی، روستای بابا احمد سفلی واقع شده و این اثر در تاریخ ۲ آبان ۱۳۸۲ با شمارهٔ ثبت ۱۰۵۸۱ به‌عنوان یکی از آثار ملی ایران به ثبت رسیده است.